# Killin
Killin är en ort i Storbritannien.   Den ligger i kommunen Stirling och riksdelen Skottland, i den nordvästra delen av landet, 600 km nordväst om huvudstaden London. Killin ligger 116 meter över havet och antalet invånare är 666.
Terrängen runt Killin är huvudsakligen kuperad. Killin ligger nere i en dal. Runt Killin är det mycket glesbefolkat, med 4 invånare per kvadratkilometer. Det finns inga andra samhällen i närheten. I omgivningarna runt Killin växer i huvudsak blandskog.